# Benjamin O’Brien
Benjamin O’Brien (* 4. Februar 1973) ist ein Anästhesist, Intensivmediziner und Hochschullehrer. Er besitzt die irische, deutsche und britische Staatsangehörigkeit. Er ist Leitender Arzt der Klinik für Kardioanästhesiologie und Intensivmedizin am Deutschen Herzzentrum Berlin (DHZB). Zugleich ist er Charité-Ordinarius für Anästhesiologie mit Schwerpunkt Kardioanästhesie sowie Direktor der Klinik für Kardioanästhesiologie und Intensivmedizin der Charité.

## Werdegang
O’Brien studierte Humanmedizin von 1992 bis 1999 an der Albert-Ludwigs-Universität Freiburg, der Leopold-Franzens-Universität Innsbruck, der University of California, San Francisco und der Freien Universität Berlin. Er promovierte an der Albert-Ludwigs-Universität Freiburg und den Lawrence Berkeley National Laboratories, Berkeley, USA. Die Facharztausbildungen für Anästhesiologie und Intensivmedizin erfolgten in London und Sydney, seit 2005 ist O’Brien Fellow des Royal College of Anaesthetists (RCA) und seit 2010 Fellow der Faculty of Intensive Care Medicine (FICM).
2012 erwarb O’Brien den Titel des „Master of Health Business Administration“ (MHBA) an der Friedrich-Alexander-Universität Erlangen-Nürnberg. Seine Habilitation und venia legendi erlangte er an der Charité - Universitätsmedizin Berlin 2013.
O’Brien wurde 2013 zum „Clinical Director“ für Anästhesie und Intensivmedizin an zwei Londoner Kliniken bestellt, dem St Bartholomew’s Hospital und dem London Chest Hospital. Er wirkte in den Jahren 2013 bis 2014 maßgeblich an der Fusion der herzmedizinischen Programme dieser beiden Kliniken sowie des National Heart Hospital mit. Das aus diesem Zusammenschluss hervorgegangene Barts Heart Centre, 2015 in einem Neubau eröffnet, ist mit ca. 300 Betten und 16.000 stationären Behandlungen pro Jahr eines der größten Herz-Kreislaufzentren Europas.
Seit der Etablierung des Barts Heart Centre 2015 ist O’Brien Direktor der Klinik für Perioperative Medizin des St Bartholomew’s Hospital und seit 2019 stellvertretender Direktor des Barts Heart Centre.
Seit 2018 ist er Professor of Perioperative Medicine am William Harvey Research Institute in London.
Während der COVID-19-Pandemie 2020 war O’Brien als „Clinical Director“ maßgeblich am Aufbau des Nightingale Hospitals in London beteiligt, einer Intensivstation für an COVID-19-erkrankte Patienten in einer Messehalle.
Seit dem 1. November 2020 ist er Leitender Arzt der Klinik für Kardioanästhesiologie und Intensivmedizin am Deutschen Herzzentrum Berlin (DHZB). Zeitgleich hat O’Brien die W3-Professur für Anästhesiologie mit Schwerpunkt Kardioanästhesie an der Charité – Universitätsmedizin Berlin übernommen. Damit verbunden ist die Leitung der zum 1. Januar 2021 neu gegründeten Klinik für Kardioanästhesiologie und Intensivmedizin der Charité.

## Forschung und Lehre
O’Brien's Forschungsschwerpunkte liegen in der Untersuchung von Fragestellungen aus der kardiovaskulären Perioperativen Medizin, mit der Zielsetzung der Vermeidung von Komplikationen und Verbesserung von Outcomes für Patienten. Im Besonderen befassen sich seine Forschungsgruppen in London, Oxford, Boston und Berlin mit der Prävention und Therapie von Herzrhythmusstörungen nach herzchirurgischen Eingriffen. Er gilt als Experte im Bereich ‚Atrial Fibrillation after Cardiac Surgery (AFACS)' und hat unter anderem Leitlinien verfasst, große randomisierte Studien organisiert und Projekte mit großen Datenbanken und ‚Machine Learning' koordiniert.
Des Weiteren kooperiert O’Brien mit Grundlagenforschern, um Laborbasierte Forschung patientennah und klinisch relevant zur Anwendung zu bringen.
O’Brien ist Mitglied des Editorial Boards des „Journal of Cardiothoracic and Vascular Anesthesia“ und Gutachter für wissenschaftliche Fachzeitschriften.

## Mitgliedschaften und Auszeichnungen
O’Brien ist Mitglied internationaler wie nationaler Fachgesellschaften im Vereinigten Königreich, in den USA und in Deutschland, u. a. der Royal Society of Medicine. Für seine Arbeit wurde O’Brien ausgezeichnet, u. a. 2018 mit einem National Clinical Excellence Award.

## Schriften
O’Brien ist Autor von 100 wissenschaftlichen Publikationen.

## Fliegen
O’Brien ist Pilot. Seit seinem 14. Lebensjahr betreibt er Segelflug, die Motorfluglizenz erwarb er mit 18 Jahren. 2003 schloss er die Ausbildung zum Berufspiloten ab. Er hält eine Commercial Pilot Licence and Airline Transport Pilot Licence.